# Long Lake (CDP, New York)
Pour les articles homonymes, voir Long Lake.
Long Lake est une census-designated place du comté de Hamilton, dans l'État de New York, aux États-Unis,. En 2020, elle compte une population de 596 habitants.